# 3682 Велзер
3682 Велзер (3682 Welther) — астероїд головного поясу, відкритий 12 липня 1923 року.
Тіссеранів параметр щодо Юпітера — 3,228.